# John Riel Casimero
John Riel Reponte Casimero (Ormoc, 13 febbraio 1990) è un pugile filippino.
Soprannominato "Quadro Alas" ("Asso di quadri"), è campione del mondo in tre categorie di peso. Nel 2012 ha conquistato la corona IBF dei pesi minimosca, difendendola in tre occasioni prima di esserne privato per questioni di peso. Nel 2016 è stato detentore del campionato IBF dei pesi mosca. Dal 2019 detiene la corona WBO dei pesi gallo.

## Carriera
Casimero compie il suo debutto professionale il 3 giugno 2007, all'età di 17 anni, sconfiggendo il connazionale Lobert Bayo ai punti dopo quattro round.